# Aerosmith
Aerosmith là ban nhạc rock từ Mỹ được thành lập ở Boston vào năm 1970. Nhóm bao gồm giọng ca chính Steven Tyler, tay bass Tom Hamilton, tay trống Joey Kramer và hai tay guitar Joe Perry và Brad Whitford. Phong cách của ban nhạc vốn bắt đầu từ dòng hard rock chịu ảnh hưởng của nhạc blues, pha trộn với các yếu tố từ pop rock, heavy metal, glam metal và R&B, đã có ảnh hưởng lớn đến nhiều nghệ sỹ rock về sau. Aerosmith đôi khi được gọi bằng những biệt danh như "Trai hư từ Boston" hay "Nhóm nhạc Rock & roll vĩ đại nhất nước Mỹ". Cặp đôi viết nhạc chính của nhóm Tyler và Perry còn có biệt danh là "Cặp đôi Độc hại".
Perry và Hamilton vốn cùng trong một ban nhạc từ trước, ban Jam Band, rồi họ dần gặp Tyler, Kramer, tay guitar Ray Tabano, và lập nên Aerosmith vào năm 1971. Tabano về sau được thay thế bằng Whitford. Họ đã cho ra đời một loạt album đạt nhiều đĩa bạch kim bắt đầu từ khi ra mắt với album cùng tên năm 1973, một năm sau với album Get Your Wings. Ban nhạc trở nên nổi tiếng với đại chúng sau hai album tiếp theo của họ, Toys in the Attic (1975) và Rocks (1976). Draw the Line và Night in the Ruts được ra mắt lần lượt vào năm 1977 và 1979, cũng đạt được thành công tương tự. Trong thập niên 70, ban nhạc đi lưu diễn liên tục và có một tá bài hát lọt vào bảng xếp hạng Hot 100, nổi bật với đĩa đơn "Sweet Emotion" lọt vào Top 40 hit và hai ca khúc "Dream On" và "Walk This Way" lọt vào Top 10 hit. Đến cuối thập kỷ, họ là một trong những ban nhạc rock nổi tiếng nhất trên thế giới, có hẳn một đội ngũ đông đảo người hâm mộ cuồng nhiệt tự gọi mình là "Đội quân Áo xanh". Những xung đột nội bộ cùng với tệ nghiện ngập đã dẫn đến sự ra đi của Perry và Whitford vào năm 1979 và năm 1981. Ban nhạc vẫn tiếp tục hoạt động nhưng album tiếp theo Rock in a Hard Place (1982) không đạt được những thành công như trước đó.
Perry và Whitford quay trở lại với Aerosmith vào năm 1984. Ban nhạc đi lưu diễn trở lại và ghi âm album Done with Mirrors (1985), tuy nhiên không đạt thành công về mặt thương mại. Phải cho đến khi hợp tác cùng nhóm nhạc rap Run–D.M.C. cho bản làm lại của ca khúc "Walk This Way" cho album Permanent Vacation (1987), nhóm mới lấy lại danh vọng như cũ. Trong thập niên 80 và 90, ban nhạc giành nhiều giải thưởng âm nhạc cho các album Pump (1989), Get a Grip (1993) và Nine Lives (1997), và ghi dấu ấn với những chuyến lưu diễn hoàng tráng nhất cho tới tận bây giờ. Những bản hit thành công nhất của ban nhạc trong giai đoạn này bao gồm "Dude (Looks Like a Lady)", "Angel", "Rag Doll", "Love in an Elevator", "Janie's Got a Gun", "What it Takes", "Livin' on the Edge", "Cryin'" và "Crazy". Ban nhạc cũng quay một số MV ca nhạc nổi bật và góp mặt trong một số chương trình truyền hình, bộ phim và trò chơi điện tử. Năm 1998, họ có được vị trí số một trên bảng xếp hạng với ca khúc "I Don't Want to Miss a Thing", nhạc phim của phim Armageddon. Hành trình trở lại với danh vọng của nhóm được đánh giá là ấn tượng bậc nhất trong lịch sử nhạc rock. Các album tiếp theo như Just Push Play (với bản hit "Jaded"), Honkin' on Bobo và Music from Another Dimension! ra đời vào các năm 2001, 2004 và 2012. Năm 2008, họ ra mắt phiên bản Guitar Hero: Aerosmith trong dòng game Guitar Hero, được coi là phiên bản thành công nhất trong dòng game gắn với một ban nhạc cố định. Từ năm 2019 đến 2022, nhóm thực hiện các buổi hòa nhạc tại Las Vegas, nhưng bị gián đoạn trong khoảng 2020-2021 vì đại dịch Covid-19. Sau khi Tyler chịu tổn thương dây thanh quản (và không thể hồi phục lại như trước) sau chuyến lưu diễn vào năm 2023, nhóm quyết định không đi thực hiện lưu diễn nữa trong năm 2024.
Aerosmith là ban nhạc rock bán đĩa thành công nhất trong lịch sử nước Mỹ từ trước tới nay, với hơn 150 triệu bản toàn cầu, bao gồm 85 triệu bản từ thị trường Mỹ. Với 25 đĩa Gold, 18 đĩa Bạch kim và 12 album bán được nhiều triệu bản, họ giữ kỷ lục là ban nhạc Mỹ có nhiều chứng nhận và có nhiều album có đĩa bạch kim nhất. Họ có 21 ca khúc lọt Top 40, đạt 9 giải thưởng Grammy từ Viện hàn lâm Hoa Kỳ và 10 giải MTV Video Music. Họ được đưa vào Đại sảnh Danh vọng nhạc Rock & Roll năm 2001 và được xếp hạng 57 trong danh sách 100 Nghệ sỹ vĩ đại nhất mọi thời đại của tờ Rolling Stone và xếp hạng 30 theo bình chọn cùng tên của VH1. Năm 2013, Tyler và Perry được xếp hạng trong Đại sảnh Danh vọng cho Nhạc sỹ.

## Thành viên
Aerosmith đã trải qua nhiều lần thay đổi thành viên và cuối cùng họ lại trở về vời đội hình như cũ với 5 thành viên: Steven Tyler, Joe Perry, Brad Whitford, Tom Hamilton, Joey Kramer. Linh hồn của nhóm là hát chính Tyler và guitar Perry, với nickname là Toxic Twins. Họ là người viết nhạc chính cho nhóm, và cũng bị mang tiếng là "nhái" theo band Rolling Stones và Yardbirds.
Thành viên của nhóm qua các thời kì:

## Các album đã phát hành
| Ngày phát hành      | Tên album                     | Hãng phát hành | Vị trí cao nhất Billboard | Chứng nhận RIAA |
| 13 tháng 1 năm 1973 | Aerosmith                     | Columbia       | #21                       | 2x Bạch kim     |
| Tháng 3, 1974       | Get Your Wings                | Columbia       | #74                       | 3x Bạch kim     |
| 8 tháng 4 năm 1975  | Toys in the Attic             | Columbia       | #11                       | 8x Bạch kim     |
| 3 tháng 5 năm 1976  | Rocks                         | Columbia       | #3                        | 4x Bạch kim     |
| Tháng 12, 1977      | Draw the Line                 | Columbia       | #11                       | 2x Bạch kim     |
| Tháng 11, 1979      | Night in the Ruts             | Columbia       | #14                       | Bạch kim        |
| 1 tháng 10 năm 1982 | Rock in a Hard Place          | Columbia       | #32                       | Vàng            |
| Tháng 11, 1985      | Done with Mirrors             | Geffen         | #36                       | Vàng            |
| 18 tháng 8 năm 1987 | Permanent Vacation            | Geffen         | #11                       | 5x Bạch kim     |
| 12 tháng 9 năm 1989 | Pump                          | Geffen         | #5                        | 7x Bạch kim     |
| 20 tháng 4 năm 1993 | Get a Grip                    | Geffen         | #1                        | 7x Bạch kim     |
| 18 tháng 3 năm 1997 | Nine Lives                    | Columbia       | #1                        | 2x Bạch kim     |
| 6 tháng 3 năm 2001  | Just Push Play                | Columbia       | #2                        | Bạch kim        |
| 30 tháng 3 năm 2004 | Honkin' on Bobo               | Columbia       | #5                        | Vàng            |
| 6 tháng 11 năm 2012 | Music_from_Another_Dimension! | Columbia       | #5                        |                 |